# Sugár Viktor
Sugár Viktor (teljes nevén: Sugár Viktor Jenő – családneve 1881-ig Spinolder (Déva, Hunyad vármegye, 1872. március 12. – Budapest, 1942. április 18/19. éjjelén) magyar orgonaművész.

## Életpályája
Édesapja erdészként dolgozott a dévai uradalomban.
Kalocsán a jezsuiták kollégiumában tanult, ahol az alső hat osztályt végezte el. Szegeden érettségizett. Itt orgonista és karvezető is lett, majd mint kiérdemesült tüzértiszt a budapesti Nemzeti Zenedében elvégezte a zeneszerző- és orgona tanszakot. 1909-ben mint százados kilépett a hadseregből és a Nemzeti Zenede orgonatanára lett. 1914-ben reaktiváltatta magát. 1918 őszén mint tüzérőrnagy szerelt le. 1918-ban a budavári Mátyás-templom karnagya és orgonistája, 1919-ben első karnagya lett. 1922-ben ő lett a Corvin Színház zeneigazgatója. 1923-tól a Nemzeti Zenede orgona és liturgika tanáraként működött. Orgonaművészként Magyarországon, Németországban és Svájcban adott koncerteket. Rendszeresen játszott Kufsteinban az ú.n. Hősök orgonáján.
1927-ben a Magyar Külügyi Társaság művészeti osztályának a tagja lett.
Közreműködött a budapesti Mátyás-templom nagy orgonájának felépítésében. Az első magyar orgonaépítő szakkönyv szerzője.

## Írásai
- Az orgona szerkezete és fejlődéstörténete a legrégibb időktől napjainkig. Budapest, 1913.
- A Nagyboldogasszonyról nevezett budavári koronázó főtemplom (Mátyás-templom) épülete, egyházi zenéje és orgonái a múltban és jelenben. Budapest, 1932.